# Collegio di Swindon South
Swindon South è un collegio elettorale inglese situato nel Wiltshire e rappresentato alla camera dei Comuni del parlamento del Regno Unito. Elegge un membro del parlamento con il sistema maggioritario a turno unico; l'attuale parlamentare è Heidi Alexander del Partito Laburista, che rappresenta il collegio dal 2024.
Fino al 2024 è stato denominato South Swindon.

## Estensione

Swindon South dal 2010 al 2024

- 1997-2010: i ward del Borough di Thamesdown di Central, Chiseldon, Dorcan, Eastcott, Freshbrook, Lawns, Park, Ridgeway, Toothill, Walcot e Wroughton.
- 2010-2024: i ward del Borough di Swindon di Central, Dorcan, Eastcott, Freshbrook and Grange Park, Old Town and Lawn, Parks, Ridgeway, Shaw and Nine Elms, Toothill and Westlea, Walcot e Wroughton and Chiseldon.
- dal 2024: i ward del Borough di Swindon di Central; Chiseldon and Lawn (distretti elettorali CLA, CLC e CLD); Covingham and Dorcan; Eastcott; Liden, Eldene and Park South; Lydiard and Freshbrook; Mannington and Western; Old Town; Shaw e Walcot and Park North.[1]

Il collegio fu creato nel 1997 da parti del collegio di Swindon, che fu abolito, e di Devizes, che esiste ancora oggi. Il collegio comprende la parte meridionale della città di Swindon, oltre a insediamenti rurali e villaggi nella parte sud ed est della città.
Nel 2010 furono apportate leggere modifiche ai confini, che portarono South Marston all'interno di North Swindon. Il confine oggi corre da Dorcan attraverso Bishopstone, e poi fino a Russley Park prima di spostarsi verso ovest verso il castello di Barbury. Da qui il confine corre verso nord fino a Roughmoor e West Swindon, prima di iniziare a seguire la linea ferroviaria attraverso la città fino a tornare a Dorcan. Oltre alla parte meridionale di Swindon, comprende gli insediamenti di  Wroughton, Chiseldon, Wanborough e Liddington.

## Membri del parlamento
| Elezione | Elezione       | deputato        | Partito      |
| -------- | -------------- | --------------- | ------------ |
|          | 1997           | Julia Drown     | Laburista    |
| 2005     | Anne Snelgrove |                 | Laburista    |
|          | 2010           | Robert Buckland | Conservatore |
|          | 2024           | Heidi Alexander | Laburista    |

## Elezioni

### Elezioni negli anni 2020
| Partito                    | Partito                                           | Candidato                  | Risultati 4 luglio 2024 | Risultati 4 luglio 2024 |
| Partito                    | Partito                                           | Candidato                  | Voti                    | %                       |
| -------------------------- | ------------------------------------------------- | -------------------------- | ----------------------- | ----------------------- |
|                            | Laburista                                         | Heidi Alexander            | 21 676                  | 48,39                   |
|                            | Conservatore                                      | Robert Buckland            | 12 070                  | 26,95                   |
|                            | Reform UK                                         | Catherine Kosidowski       | 6 194                   | 13,83                   |
|                            | Verdi                                             | Rod Hebden                 | 2 539                   | 5,67                    |
|                            | Lib Dem                                           | Matt McCabes               | 1 843                   | 4,11                    |
|                            | Indipendente                                      | Martin Costello            | 472                     | 1,05                    |
|                            |                                                   |                            |                         |                         |
| Iscritti                   | Iscritti                                          | Iscritti                   | 72 596                  | 100,00                  |
| ↳ Votanti (% su iscritti)  | ↳ Votanti (% su iscritti)                         | ↳ Votanti (% su iscritti)  | 44 794                  | 61,70                   |
| ↳ Astenuti (% su iscritti) | ↳ Astenuti (% su iscritti)                        | ↳ Astenuti (% su iscritti) | 27 802                  | 38,30                   |
|                            |                                                   |                            |                         |                         |
|                            | Esito: collegio passa da Conservatore a Laburista |                            |                         |                         |

### Elezioni negli anni 2010
| Partito                    | Partito                                   | Candidato                  | Risultati 12 dicembre 2019 | Risultati 12 dicembre 2019 |
| Partito                    | Partito                                   | Candidato                  | Voti                       | %                          |
| -------------------------- | ----------------------------------------- | -------------------------- | -------------------------- | -------------------------- |
|                            | Conservatore                              | Robert Buckland            | 26 536                     | 52,29                      |
|                            | Laburista                                 | Sarah Church               | 19 911                     | 39,24                      |
|                            | Lib Dem                                   | Stan Pajak                 | 4 299                      | 8,47                       |
|                            |                                           |                            |                            |                            |
| Iscritti                   | Iscritti                                  | Iscritti                   | 73 121                     | 100,00                     |
| ↳ Votanti (% su iscritti)  | ↳ Votanti (% su iscritti)                 | ↳ Votanti (% su iscritti)  | 50 746                     | 69,40                      |
| ↳ Astenuti (% su iscritti) | ↳ Astenuti (% su iscritti)                | ↳ Astenuti (% su iscritti) | 22 375                     | 30,60                      |
|                            |                                           |                            |                            |                            |
|                            | Esito: collegio confermato a Conservatore |                            |                            |                            |

| Partito                    | Partito                                   | Candidato                  | Risultati 8 giugno 2017 | Risultati 8 giugno 2017 |
| Partito                    | Partito                                   | Candidato                  | Voti                    | %                       |
| -------------------------- | ----------------------------------------- | -------------------------- | ----------------------- | ----------------------- |
|                            | Conservatore                              | Robert Buckland            | 24 809                  | 48,39                   |
|                            | Laburista Co-Op                           | Sarah Church               | 22 345                  | 43,58                   |
|                            | Lib Dem                                   | Stan Pajak                 | 2 079                   | 4,05                    |
|                            | UKIP                                      | Martin Costello            | 1 291                   | 2,52                    |
|                            | Verdi                                     | Talis Kimberley-Fairbourn  | 747                     | 1,46                    |
|                            |                                           |                            |                         |                         |
| Iscritti                   | Iscritti                                  | Iscritti                   | 72 335                  | 100,00                  |
| ↳ Votanti (% su iscritti)  | ↳ Votanti (% su iscritti)                 | ↳ Votanti (% su iscritti)  | 51 358                  | 71,00                   |
| ↳ Astenuti (% su iscritti) | ↳ Astenuti (% su iscritti)                | ↳ Astenuti (% su iscritti) | 20 977                  | 29,00                   |
|                            |                                           |                            |                         |                         |
|                            | Esito: collegio confermato a Conservatore |                            |                         |                         |

| Partito                    | Partito                                   | Candidato                  | Risultati 7 maggio 2015 | Risultati 7 maggio 2015 |
| Partito                    | Partito                                   | Candidato                  | Voti                    | %                       |
| -------------------------- | ----------------------------------------- | -------------------------- | ----------------------- | ----------------------- |
|                            | Conservatore                              | Robert Buckland            | 22 777                  | 46,24                   |
|                            | Laburista                                 | Anne Snelgrove             | 16 992                  | 34,49                   |
|                            | UKIP                                      | John Short                 | 5 920                   | 12,02                   |
|                            | Lib Dem                                   | Damon Hooton               | 1 817                   | 3,69                    |
|                            | Verdi                                     | Talis Kimberley-Fairbourn  | 1 757                   | 3,57                    |
|                            |                                           |                            |                         |                         |
| Iscritti                   | Iscritti                                  | Iscritti                   | 73 968                  | 100,00                  |
| ↳ Votanti (% su iscritti)  | ↳ Votanti (% su iscritti)                 | ↳ Votanti (% su iscritti)  | 49 263                  | 66,60                   |
| ↳ Astenuti (% su iscritti) | ↳ Astenuti (% su iscritti)                | ↳ Astenuti (% su iscritti) | 24 705                  | 33,40                   |
|                            |                                           |                            |                         |                         |
|                            | Esito: collegio confermato a Conservatore |                            |                         |                         |

| Partito                    | Partito                                           | Candidato                  | Risultati 6 maggio 2010 | Risultati 6 maggio 2010 |
| Partito                    | Partito                                           | Candidato                  | Voti                    | %                       |
| -------------------------- | ------------------------------------------------- | -------------------------- | ----------------------- | ----------------------- |
|                            | Conservatore                                      | Robert Buckland            | 19 687                  | 41,78                   |
|                            | Laburista                                         | Anne Snelgrove             | 16 143                  | 34,26                   |
|                            | Lib Dem                                           | Damon Hooton               | 8 305                   | 17,63                   |
|                            | UKIP                                              | Robert Tingley             | 2 029                   | 4,31                    |
|                            | Verdi                                             | Jenni Miles                | 619                     | 1,31                    |
|                            | Cristiano                                         | Alistair Kirk              | 176                     | 0,37                    |
|                            | Indipendente                                      | Karsten Evans              | 160                     | 0,34                    |
|                            |                                                   |                            |                         |                         |
| Iscritti                   | Iscritti                                          | Iscritti                   | 72 602                  | 100,00                  |
| ↳ Votanti (% su iscritti)  | ↳ Votanti (% su iscritti)                         | ↳ Votanti (% su iscritti)  | 47 119                  | 64,90                   |
| ↳ Astenuti (% su iscritti) | ↳ Astenuti (% su iscritti)                        | ↳ Astenuti (% su iscritti) | 25 483                  | 35,10                   |
|                            |                                                   |                            |                         |                         |
|                            | Esito: collegio passa da Laburista a Conservatore |                            |                         |                         |

### Elezioni negli anni 2000
| Partito                    | Partito                                | Candidato                  | Risultati 5 maggio 2005 | Risultati 5 maggio 2005 |
| Partito                    | Partito                                | Candidato                  | Voti                    | %                       |
| -------------------------- | -------------------------------------- | -------------------------- | ----------------------- | ----------------------- |
|                            | Laburista                              | Anne Snelgrove             | 17 534                  | 40,33                   |
|                            | Conservatore                           | Robert Buckland            | 16 181                  | 37,22                   |
|                            | Lib Dem                                | Sue Stebbing               | 7 322                   | 16,84                   |
|                            | Verdi                                  | Bill Hughes                | 1 234                   | 2,84                    |
|                            | UKIP                                   | Stephen Halden             | 955                     | 2,20                    |
|                            | Indipendente                           | Alan Hayward               | 193                     | 0,44                    |
|                            | Indipendente                           | John Williams              | 53                      | 0,12                    |
|                            |                                        |                            |                         |                         |
| Iscritti                   | Iscritti                               | Iscritti                   | 72 212                  | 100,00                  |
| ↳ Votanti (% su iscritti)  | ↳ Votanti (% su iscritti)              | ↳ Votanti (% su iscritti)  | 43 472                  | 60,20                   |
| ↳ Astenuti (% su iscritti) | ↳ Astenuti (% su iscritti)             | ↳ Astenuti (% su iscritti) | 28 740                  | 39,80                   |
|                            |                                        |                            |                         |                         |
|                            | Esito: collegio confermato a Laburista |                            |                         |                         |

| Partito                    | Partito                                | Candidato                  | Risultati 7 giugno 2001 | Risultati 7 giugno 2001 |
| Partito                    | Partito                                | Candidato                  | Voti                    | %                       |
| -------------------------- | -------------------------------------- | -------------------------- | ----------------------- | ----------------------- |
|                            | Laburista                              | Julia Drown                | 22 260                  | 51,31                   |
|                            | Conservatore                           | Simon Coombs               | 14 919                  | 34,39                   |
|                            | Lib Dem                                | Geoff Brewer               | 5 165                   | 11,91                   |
|                            | UKIP                                   | Vicki Sharp                | 713                     | 1,64                    |
|                            | Rock 'n' Roll Loony                    | Roly Gillard               | 327                     | 0,75                    |
|                            |                                        |                            |                         |                         |
| Iscritti                   | Iscritti                               | Iscritti                   | 71 121                  | 100,00                  |
| ↳ Votanti (% su iscritti)  | ↳ Votanti (% su iscritti)              | ↳ Votanti (% su iscritti)  | 43 384                  | 61,00                   |
| ↳ Astenuti (% su iscritti) | ↳ Astenuti (% su iscritti)             | ↳ Astenuti (% su iscritti) | 27 737                  | 39,00                   |
|                            |                                        |                            |                         |                         |
|                            | Esito: collegio confermato a Laburista |                            |                         |                         |

## Risultati dei referendum

### Referendum sulla permanenza del Regno Unito nell'Unione europea del 2016
|  | Collegio      | Lasciare UE % | Rimanere in UE % |
|  | ------------- | ------------- | ---------------- |
|  | South Swindon | 51,5%         | 48,5%            |
|  | Inghilterra   | 53,3%         | 46,7%            |
|  | Regno Unito   | 51,9%         | 48,1%            |